# Toracotomia de emergência
Toracotomia de emergência pode ser definida como uma toracotomia “ocorrendo como parte integral do processo de ressuscitação inicial, em termos de urgência do procedimento em relação com o estado fisiológico do paciente; ou imediatamente no local da lesão ou na sala de emergência do hospital ou sala de operações.
A literatura apresenta diversos exemplos de termos correlatos que podem ser denominados como “toracotomia de emergência”, como a “toracotomia na sala de emergência”, “toracotomia precoce”, “toracotomia ressuscitativa”, etc. O que dificulta a comparação dos estudos.
Em contraposição, existe a toracotomia eletiva (ou formal), que é realizada durante o curso de um acesso cirúrgico eletivo ao tórax, como para cirurgia de ponte aortocoronária.
Uma toracotomia de emergência está indicada depois de um trauma torácico nas seguintes situações:
1. parada cardíaca (toracotomia de reanimação)
2. hemotórax maciço (perda maior que 1500mL de sangue agudamente pelo dreno torácico ou maior que 200 a 300 mL/hora depois da drenagem inicial)
3. lesões penetrantes da parte anterior do tórax com tamponamento cardíaco
4. grandes ferimentos abertos da cavidade torácica
5. lesões vasculares torácicas importantes na presença de instabilidade hemodinâmica
6. lesões traqueobrônquicas importantes
7. evidência de perfuração esofágica

Nos pacientes vítimas de trauma torácico penetrante e que se apresentam em parada cardíaca com atividade elétrica sem pulso, a massagem cardíaca convencional não surte efeito algum, principalmente na presença de hipovolemia. Nesses casos, está indicada toracotomia imediata, realizada na própria sala de emergência. Este procedimento é conhecido como toracotomia de reanimação.

## História
O conceito de toracotomia como medida ressuscitativa iniciou com Schiff, e sua promoção da massagem cardíaca aberta em 1874, o que foi seguido pela sugestão de Block em 1882, de que a toracotomia deveria ser aplicada no reparo de lacerações cardíacas. Duas décadas se passaram antes que Ludwig Rehn suturasse com sucesso uma ferida em ventrículo direito em um humano. Apenas no início do século 20 que a toracotomia de emergência começou a ser usada rotineiramente para o tratamento de lesões cardíacas e parada cardíaca induzida por anestesia.
No século seguinte, uma abordagem mais seletiva para toracotomia de emergência surgiu, como procedimentos alternativos foram estabelecidos, como a compressão torácica fechada por Kouwenhouven et al. em 1960, a qual virtualmente eliminou a necessidade de ressuscitação cardíaca aberta. Em 1967, Beall et al. despertaram seu interesse na toracotomia de sala de emergência em pacientes moribundos com trauma torácico penetrante.

## Indicações e contraindicações para toracotomia de emergência
A maior dificuldade em criar indicações padronizadas para toracotomia de emergência é que as principais evidência na literatura são em sua maioria derivadas de dados retrospectivos. A toracotomia de emergência não é um procedimento que conduza, por si só, a estudos prospectivos randomizados e, portanto, continua sendo um procedimento controverso. Há também variação significativa na nomenclatura da toracotomia de emergência na literatura disponível, tornando difícil a análise estatística e comparação entre os estudos. 
É de importância primária discutir as bases clínicas e justificativas teóricas para realizar toracotomia. Desde a sua introdução na prática clínica, as indicações recomendadas para toracotomia de emergência tornaram-se crescentemente seletivas. Os guidelines do ATLS oferecem recomendações específicas para desempenhar toracotomia de emergência em caso de trauma torácico penetrante com atividade elétrica cardíaca, mas não para trauma contuso com atividade elétrica cardíaca em paciente sem pulso. Outras indicações, como trauma abdominal penetrante ou de extremidades não são referidas. Diversos estudos concluíram que não há valor em realizar toracotomia de emergência em pacientes moribundos com trauma contuso. A indicação primária para toracotomia é geralmente aceita como lesão penetrante do tórax em pacientes que tenham recentemente entrado em parada cardíaca ou que estejam em choque profundo. Brown et al. concluíram que a toracotomia de emergência deveria ser limitada a pacientes com trauma torácico penetrante com sinais de vida, pulso e pressão sanguínea mensurável. Eles também concluíram que pacientes sem sinais de vida, ou em estado fisiológico prejudicado, não sobrevivem à toracotomia de emergência, e que, portanto, o uso desse procedimento nesses pacientes deveria ser abandonado. Bleetman et al. notaram que os melhores resultados eram vistos em pacientes suficientemente estáveis para serem submetidos a toracotomia no bloco cirúrgico. Notou-se, entretanto, que a maioria dos pacientes que eram submetidos à toracotomia na sala de emergência, ao invés de bloco cirúrgico, tiveram as piores probabilidades de sobrevida.
Balkan et al. também notou aumento nas taxas de sobrevida entre aqueles  que eram submetidos à toracotomia de emergência em sala cirúrgica, aceitando que o estado fisiológico estável era o principal fator. Uma revisão da literatura mostrou que a maioria dos casos de trauma torácico contuso resultava em baixíssima sobrevida após toracotomia em sala de emergência, enquanto que lesões penetrantes estavam associadas com as melhores taxas de sobrevida após o procedimento. Mostrou-se que todos os sobreviventes no estudo tinham sinais vitais na cena. 
Lewis e Knottenbelt sugeriram que a indicação primária para toracotomia ressuscitativa de emergência fosse um tamponamento pericárdico observável, e que os resultados eram bons para essa indicação. Entretanto, eles notaram que a toracotomia de emergência era justificável para todos os pacientes com parada cardíaca, ou hipotensão grave persistente seguindo trauma torácico penetrante, assim como nem todos os casos de tamponamento são clinicamente óbvios na admissão. Eles também concluíram que o caso de toracotomia de emergência no trauma contuso permanece discutível.
O American College of Surgeons Committee on Trauma recomenda que a toracotomia de emergência seja realizada raramente no trauma torácico contuso com parada cardiorrespiratória, devido às baixas taxas de sobrevida e desfechos neurológicos ruins.
Conforme discutido previamente, existe uma grande variação na definição de sinais vitais, o que, por sua vez, tem um efeito notável na uniformidade e seletividade para toracotomia de emergência em diferentes situações. Geralmente, entretanto, a maioria dos especialistas concorda que a toracotomia de emergência é mais apropriada no contexto de trauma torácico penetrante do que por outros mecanismos. Parada cardiorrespiratória “em trânsito”, ou no contexto pré-hospital é quase uniformemente fatal após trauma. Tais pacientes invariavelmente morrem ao chegarem na sala de emergência em assistolia, apesar de todas as tentativas de ressuscitação. A toracotomia de emergência nesses casos não é considerada um procedimento apropriado. Quando se consideram as indicações definitivas para toracotomia de emergência, a decisão de proceder depende grandemente de muita circunstâncias locais, incluindo disponibilidade e preparação de equipamentos cirúrgicos corretos e pessoal treinado, políticas de departamento e protocolos, e a experiência da unidade em desempenhar o procedimento.

## Toracotomia em crianças
Trauma é a principal causa de morte e morbidade em crianças maiores de um ano. A maioria dos pacientes pediátricos com trauma, que requerem toracotomia de emergência, o fazem por trauma contuso e geralmente tem lesões multissistêmicas. Assim como no trauma em adultos, melhorar o transporte das crianças traumatizadas ao hospital resultou em chegada e tratamento de pacientes que teriam de outra forma, morrido no local.
A padronização e regionalização do cuidado do trauma em crianças trouxe novos problemas, incluindo a necessidade de definir o papel da toracotomia ressuscitativa de emergência em crianças não-responsivas à ressuscitação convencional. Embora o papel da toracotomia de emergência em adultos tenha sido revisado extensivamente na literatura há comparativamente pouca experiência e dados para casos pediátricos. Relatos anedóticos e a impressão de que crianças podem tolerar mais prontamente a isquemia e o estresse fisiológico do trauma grave, levou à expectativa de que ressuscitação agressiva, incluindo toracotomia, deveria ter uma melhora nos desfechos desse grupo de pacientes. Como resultado, os critérios de seleção para a toracotomia de emergência em crianças são incomuns na maioria dos centros, incluindo aqueles que têm protocolos definidos para toracotomia em adultos.
Infelizmente, a esperança de que crianças pudessem ter desfechos mais favoráveis do que adultos após toracotomia de emergência, não se mostrou verdadeira pela evidência publicada. Há experiência limitada com toracotomia de emergência em crianças em comparação com adultos e as taxas de sobrevivência pediátrica mostram similaridades marcantes. As taxas de sobrevida geral em crianças após toracotomia de emergência para trauma torácico penetrante estão em torno de 11 a 12% para trauma penetrante e em torno de 1 a 2% para trauma contuso. Assim como em adultos, os dados embasam a aplicação seletiva da toracotomia de emergência em crianças baseados no mecanismo do trauma e estado fisiológico à apresentação. O consenso geral deriva da literatura recente de que as indicações para toracotomia de emergência em crianças deveriam ser as mesmas que as aceitas atualmente para adultos vítimas de trauma.

## Toracotomia no local do acidente
A experiência de toracotomias no local do acidente levou muitos a abandonarem essa prática. Nota-se que os melhores desfechos são atingidos em pacientes com sinais de vida no local e que chegam ao hospital dentro de 10 minutos da lesão. A eficácia limitada da toracotomia no local do acidente tente a dar suporte para uma política “scoop and run”, já que  o atraso devido ao procedimento pode levar a prejuízo no manejo geral do paciente. Além disso, é muito mais vantajoso realizar o procedimento com um time multidisciplinar treinado usando facilidades e equipamentos adequados. Um médico sozinho realizando o procedimento no local do trauma pode ser adicionalmente requerido para manter uma via aérea difícil, ou prover assistência para outras vítimas de trauma. Entretanto, algumas poucas séries foram publicadas demonstrando benefício para alguns pacientes após toracotomia pré-hospitalar. A toracotomia pré-hospitalar deveria ser considerada se houver um médico apropriadamente experiente, treinado e equipado, que esteja agindo em um sistema de trauma com treinamento contínuo e qualidade assegurada.

## Técnicas de toracotomia e manobras associadas
Para uma toracotomia formal (eletiva) a gama de equipamentos e o número de instrumentes é de longe em excesso ao que é requerido para uma toracotomia de emergência. Os instrumentos típicos de uma toracotomia de emergência são:
- bisturi – lâmina número 10: incisão da pele e tecidos moles
- retrator adequado, como o expansor Finochietto de costela ou retrator abdominal de Balfour: abrir o espaço intercostal
- faca de Lebsche, ou Gigli: cortar através do esterno
- tesoura curva de Mayo: dissecção geral
- fórceps denteado: exploração e sutura
- grampos vasculares grandes, como Satinski: hemorragia de vasos maiores
- grampo aórtico de DeBakey: clampeamento da aorta
- fórceps arterial Mosquito/Dunhill: controle de hemorragias
- cateter de Foley: fechamento temporário de lesão cardíaca
- porta agulhas de tamanhos variáveis: sutura/posicionar nós
- pás de desfibrilador interno: desfibrilação intratorácica
- suturas, compressas de Teflon, e fios externos: incluir suturas 3/0 não-absorvíveis e 2/0 absorvíveis
- materiais de preparação de pele e swabs
- boa luz e sucção de grandes volumes: essencial tanto no hospital quanto pré.

### Abordagem e acesso ao tórax
Idealmente, acessos venoso e arterial deveriam ser estabelecidos antes de realizar toracotomia. Entretanto, um tempo excessivo não pode ser perdido nisso, já que o acesso venoso e arterial podem ser obtidos rapidamente uma vez que o tórax esteja aberto; Locais potenciais incluem a inserção direta no átrio direito, ou veia cava superior. Uma cânula pode também ser colocada diretamente na aorta ou ventrículo esquerdo, para monitoramento da pressão. O paciente deve ficar em posição supina, com o lado a ser operado levemente para cima com a ajuda de um travesseiro. Ambos os braços devem ser colocados em ângulos retos para permitir acesso vascular periférico. Campos cirúrgicos não são essenciais para a toracotomia ressuscitativa. Embora discutível, a melhor incisão para uso na toracotomia de emergência deve ser determinada com base na lesão prévia conforme sugerido pelo exame clínico.
A toracotomia anterolateral esquerda é frequentemente utilizada para ressuscitação e na piora aguda ou parada cardíaca. As vantagens dessa incisão são o rápido acesso com instrumentação simples, ser apropriado para um paciente em posição supina e a fácil extensão para o hemitórax contralateral com a exposição das estruturas pleurais, anteriores e mediastinais. Essa abordagem  também permite o clampeamento da aorta e a massagem cardíaca aberta. Entretanto, ela permite acesso relativamente limitado, particularmente para lesões ao coração, pulmões ou grandes vasos necessitando reparo cirúrgico direto. Essa pode ser considerada a melhor abordagem inicial, facilitando o alívio de tamponamento cardíaco, ou permitindo massagem, antes da extensão para uma toracotomia anterior bilateral (incisão superior), a qual, embora seja uma abordagem agressiva, facilita o acesso às cavidades pleural e pericárdica, assim como a extensão para o pescoço ou abdômen. Uma incisão anterolateral direita inicial deve ser reservada para casos envolvendo lesões penetrantes ao lado direito do tórax. Quando é notada uma lesão cardíaca associada, ou medidas ressuscitativas adicionais sejam requeridas, essa incisão deve ser estendida trans-esternalmente. Uma esternotomia mediana permite a exposição do mediastino anterior e médio e é particularmente recomendada para lesões penetrantes do tórax superior anterior, mas, no contexto da emergência, sua aplicabilidade é tipicamente limitada pela disponibilidade do equipamento requerido para dividir o esterno longitudinalmente. Sua aplicabilidade é também questionável para lesões envolvendo os pulmões, ou hilo pulmonar. 
A toracotomia anterolateral esquerda é feita no quinto ou sexto espaço intercostal, iniciando da junção constocondral anteriormente e passando para a linha axilar média lateralmente, seguindo a borda superior da costela. Em mulheres, as mamas precisarão ser retraídas superiormente para expor esse interespaço e a dobra inframamária pode ser usada como guia. A pele e a camada subcutânea são primeiramente incisadas com um bisturi e então o mústulo, periósteo e pleura parietal são divididos em uma camada com tesoura e dissecção romba. Sangramento da parede torácica é geralmente mínima nesses pacientes, embora as artérias torácicas internas precisem ser ligadas. Uma vez que a incisão é completada e a cavidade pleural exposta, um retrator adequado deve ser inserido, para facilitar a instrumentação e visibilidade. As cartilagens costais superiores ou inferiores do interespaço aberto podem ser incisados para se obter exposição adicional. Quando transecção esternal é requerida, os vasos mamários devem ser ligados.

### Pericardiotomia
O nervo frênico pode ser identificado anteriormente aos vasos hilares pela retração do pulmão posteriormente. O pericárdio pode ser inspecionado nesse estágio e, em caso de tamponamento significativo, estará tenso, com a ausência de pulsações visíveis. Para a liberação de um tamponamento pericárdico, uma abertura deve ser feita paralela e, no mínimo 1cm anterior ao nervo frênico, iniciando com uma lâmina ou ponta cortante da tesoura. Coágulos sanguíneos podem ser evacuados e quaisquer pontos de sangramento identificados e controlados, inicialmente por pressão digital. Não é essencial fechar o pericárdio após esse procedimento. Em pacientes que não têm tamponamento, mas estão em parada cardíaca, massagem cardíaca interna está indicada.

### Controle de hemorragia
Grampos de oclusão vascular parcial devem ser usados para controlar sangramentos de grandes vasos ou de átrio. Em caso de laceração pulmonar significativa, ou destruição disseminada de parênquima, o hilo da área do pulmão afetada deve ser ocluído com um grampo vascular, como o grampo de Satinsky, até que um procedimento cirúrgico definitivo possa ser realizado. Embolia gasosa pode também ser manejada inicialmente desta forma e o ar evacuada do ventrículo esquerdo por aspiração com agulha. Em um coração batendo, qualquer tentativa de reparo deve ser postergada até que medidas de ressuscitação iniciais sejam completadas. No caso de um coração não-batendo, sutura pode ser realizada antes da ressuscitação e desfibrilação. Em danos cardíacos, todo o coração deve ser examinado para localizar todas as fontes de sangramento. Para controle temporário de hemorragias de lesões cardíacas, um cateter de Foley pode ser inserido em direção à lesão cardíaca, e após, o balão pode ser inflado para controlar o sangramento. O cateter pode também ser utilizado para infusão de fluidos. O tubo do cateter deve ser clampeado e muito cuidado deve ser tomado para não exercer muita tração, o que pode puxar o balão para fora da lesão cardíaca e, assim, aumentar o tamanho do buraco. Controle temporário da hemorragia de lesões cardíacas pode ser obtido por sutura vertical ou horizontal 3/0 não-absorvível, ou uso de aparelho grampeador. Sutura para reparo de lacerações ventriculares requer considerável destreza e controle do sangramento enquanto se faz múltiplas suturas, o que expõe o cirurgião ao risco de se lesionar com uma agulhar contaminada. O uso de um grampeador padrão de pele foi testado clinicamente por Macho et al., que demonstrou ser uma técnica rápida em lesões cardíacas simples, únicas ou múltiplas, eliminando o risco de lesão com a agulha. Entretanto, os autores recomendam que o grampeamento seja considerado uma medida temporária, e que os grampos sejam removidos após cardiorrafia definitiva em bloco cirúrgico.
	Muito cuidado deve ser tomado para evitar oclusão inadvertida ou trauma de vasos coronarianos. Fechamento de lesões cardíacas posteriores podem necessitar elevação do coração para exposição, e isso é mais facilmente conseguido  em bloco cirúrgico, com iluminação ótima e equipamento disponível. Oclusão temporária de influxo das veias cavas inferior e superior pode ser necessário para facilitar o reparo. Lacerações atriais e venosas de baixa pressão podem ser reparadas com sutura simples contínua.

### Manobras acessórias

#### Massagem cardíaca interna
A massagem cardíaca interna produz um melhor índice cardíaco comparativamente à massagem externa. A técnica tem sido descrita como um movimento articulado da palma das mãos com os punhos apostos, resultando em compressão ventricular do ápice para a base do coração. Uma técnica de massagem com apenas uma mão também é possível, sabendo-se que apresenta pequeno risco de perfuração do miocárdio. Desfibrilação interna pode ser requerida para restaurar o débito cardíaco, apesar de pressões de enchimento adequadas, especialmente em caso de fibrilação ventricular ou taquicardia. A energia necessária é reduzida para 15-30 J.

#### Clampeamento da aorta
O clampeamento da aorta descendente leva a um aumento temporário na pressão arterial proximal e, assim, à preservação da perfusão do cérebro e do coração. Também é utilizado para limitar hemorragias subdiafragmáticas. A aorta torácica descendente é ocluída abaixo do hilo pulmonar esquerdo, o qual é melhor exposto pela elevação do pulmão esquerdo anteriormente e superiormente. A aorta deve ser separada do esôfago anteriormente e da fáscia pré-vertebral posteriormente por dissecção romba, antes de ocluir utilizando um grampo vascular grande, como o de DeBakey. Deve-se tomar cuidado quando clampear a aorta para evitar a avulsão de ramos vitais. Esse risco é minimizado pela circundação incompleta da aorta.
O volume excessivo de carga de fluido durante o clampeamento pode levar a insuficiência cardíaca como resultado de dilatação ventricular aguda. Também deve-se tomar cuidado ao liberar o grampo para evitar uma queda precipitada na pressão sanguínea quando o fluxo é restituído. Deve-se notar que o clampeamento de aorta mostrou-se um preditor significativo de desfecho ruim durante toracotomia de emergência, mais provavelmente devido ao grau de comprometimento hemodinâmico que necessitou o procedimento.

## Medidas após toracotomia com sucesso
Uma vez que a hemorragia tenha sido controlada e o débito cardíaco esteja retornando, o paciente requer rápida transferência para bloco cirúrgico formal. A exploração definitiva, reparo e fechamento apropriado do acesso do procedimento são melhor realizados por um cirurgião especialista em um ambiente controlado com recursos adequados. Ressuscitação hipotensiva (mantendo a pressão sistólica por volta de 90 mmHg) deve ser aplicada, objetivando a perfusão de órgãos críticos, enquanto minimiza hemorragia adicional. Uma vez que a função cardíaca efetiva retorna, a prioridade do tratamento subsequente muda do reparo de danos e prevenção de hemorragia para a maximização do débito cardíaco e oferta de oxigênio aos tecidos. O prejuízo do clampeamento da aorta aumenta marcadamente quando a oclusão excede 30 minutos. Portanto, o grampo aórtico deve ser removido uma vez que função cardíaca efetiva e pressão arterial sistêmica tenham sido obtidos.
O desclampeamento da aorta está associado com reperfusão súbita de tecidos isquêmicos distais e subsequente liberação de mediadores inflamatórios para o sistema cardiopulmonar; assim, monitoramento cuidadoso é requerido no período pós-toracotomia imediato. A capacidade de carreamento de oxigênio pode ser melhorada pela otimização da contratilidade cardíaca, por enchimento adequado e manutenção dos níveis de hemoglobina (acima de 10 mg/dL). Agentes inotrópicos podem também ser utilizados para melhorar a função miocárdica.

## Descontinuação da ressuscitação
A descontinuação de todos os esforços ressuscitativos requerem julgamento cuidadoso, levando em conta o mecanismo da lesão, um conhecimento dos indicadores fisiológicos, tanto no ambiente pré-hospitalar e na chegada à sala de emergência, e a compreensão dos fatores preditivos de desfecho ruim seguindo toracotomia de emergência. Desfechos específicos precisam ser estabelecidos para prevenir o prolongamento de esforços fúteis de ressuscitação. A terminação da toracotomia de emergência deve ser certamente considerada na descoberta de lesões cardíacas ou pulmonares irreparáveis, parada assistólica e presença de outro trauma letal, como TCE maciço.

## Risco da equipe médica
Diversos estudos indicam que pacientes com trauma cardíaco penetrante também estão em risco aumentado de ter doenças virais infecciosas, como hepatite e HIV. Esse número pode ser tão alto quanto 20% entre o subgrupo de paciente que requerem toracotomia em sala de emergência. Embora isso se refira à experiência dos serviços de emergência dos Estados Unidos, deve-se dar consideração para evitar atividades de potencial alto risco de serviços de emergência de todo o mundo. A toracotomia de emergência envolve o uso rápido de instrumentos cirúrgicos múltiplos e a exposição ao sangue do paciente é certa. Como resultado, a possibilidade de exposição ao HIV durante o procedimento deve ser levada em conta. Felizmente, o número total de casos de soroconversão HIV como resultado de contato com o paciente permanece muito baixo. Mesmo assim, a aplicação de guidelines apropriados e uma abordagem seletiva para o uso de toracotomia de emergência minimização o risco de exposição a patógenos hematogênicos.